# 科比耶尔新城
科比耶尔新城（法語：Villeneuve-les-Corbières，法語發音：[vilnœv le kɔʁbjɛʁ] ⓘ）是法国奥德省的一个市镇，位于该省东部，属于纳博讷区。

## 地理
科比耶尔新城（42°58'38"N, 2°46'34"E）面积24.31 平方千米，位于法国奧克西塔尼大區奥德省，该省份为法国南部沿海省份，北起塔恩省，西北接上加龙省，西接阿列日省，南至东比利牛斯省，东临地中海，东北与埃罗省接壤。
与科比耶尔新城接壤的市镇（或旧市镇、城区）包括：卡斯卡斯泰勒-德科比耶尔、迪尔邦科比耶尔、昂布尔和卡斯泰尔莫尔、坎蒂扬、圣让德巴鲁、蒂尚。

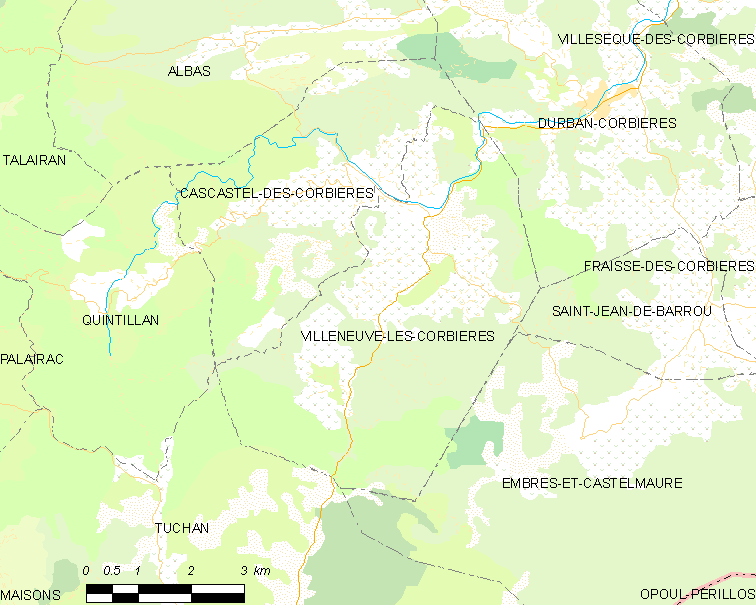
科比耶尔新城的OSM定位图

科比耶尔新城的时区为UTC+01:00、UTC+02:00（夏令时）。

## 行政
科比耶尔新城的邮政编码为11360，INSEE市镇编码为11431。

## 政治
科比耶尔新城所属的省级选区为莱科比耶尔县。

## 人口

1962-2008年间科比耶尔新城人口变化图示

科比耶尔新城于2022年1月1日时的人口数量为252人。